# Colastes nuptus
Colastes nuptus är en stekelart som beskrevs av Papp 1983. Colastes nuptus ingår i släktet Colastes och familjen bracksteklar. Inga underarter finns listade i Catalogue of Life.